# Jörg Freimuth
Jörg Freimuth, född den 10 september 1961 i Rathenow i dåvarande Östtyskland, är en tidigare östtysk friidrottare inom höjdhopp.
Han tog OS-brons i höjdhopp vid friidrottstävlingarna 1980 i Moskva. 